# Suicide Season
Suicide Season —en español: Temporada de suicidio— es el segundo álbum de estudio de la banda británica Bring Me the Horizon. Fue publicado el 29 de septiembre de 2008 por Visible Noise en el Reino Unido y Europa. La banda firmó una licencia con Epitaph Records el 11 de septiembre de 2008 para liberar el álbum con la etiqueta de la disquera el 18 de noviembre de 2008 en los Estados Unidos. Suicide Season es el seguimiento de la banda del primer álbum, Count Your Blessings.
El álbum muestra un gran cambio musicalmente con respecto a sus lanzamientos anteriores, abandonando su sonido deathcore original. Este también sería el último álbum en presentar a Curtis Ward en la guitarra rítmica. Más tarde, la banda lanzó una edición especial de dos discos de Suicide Season que presenta a varios músicos y productores remezclando pistas del álbum, titulada Suicide Season: Cut Up!; este fue lanzado el 2 de noviembre de 2009 en el Reino Unido a través de Visible Noise y el 12 de abril de 2010 en los Estados Unidos a través de Epitaph.
Suicide Season generó tres sencillos ("Chelsea Smile", "Diamonds Aren't Forever" y "The Sadness Will Never End"). El álbum debutó en las listas de éxitos de cinco países. Críticamente, el álbum recibió una respuesta mixta. Aunque elogiado por el cambio musical del estilo de Count Your Blessings de 2006, el álbum fue criticado por su composición y estética musical. El álbum ha recibido un análisis retrospectivo más favorable, en particular en torno a la posterior aclamación de la crítica de Bring Me the Horizon.

## Antecedentes y Grabación
Después del lanzamiento del primer álbum de estudio de la banda en 2006, Count Your Blessings, la banda comenzó a experimentar una reacción extremadamente odiosa de la gente hacia su música. Citaron que muy pocas publicaciones los presentaban y, en opinión del baterista Matt Nicholls, la banda había acumulado un fuerte odio por parte de los "metaleros adecuados". Por ejemplo, cuando la banda apoyó a Killswitch Engage en 2007, la multitud comenzó a arrojar botellas a la banda antes de que comenzara su actuación. Al preparar la música para Suicide Season, el vocalista Oliver Sykes y el guitarrista principal Lee Malia acordaron que este disco sería el factor decisivo para la banda y que tenía que ser diferente de Count Your Blessings .
El álbum fue esctito y grabado con el productor Fredrik Nordström en Arboga, Suecia, lugar descrito por Oliver Sykes, vocalista de Bring Me the Horizon, como «un pueblo sin nada en él, aparte de una pequeña tienda». Sykes dijo que eligieron ese lugar porque grabaron Count Your Blessings en Birmingham y «fue muy fácil distraerse». Durante la grabación inicial del álbum, Nordström inicialmente estuvo ausente de trabajar con la banda, en la perspectiva de Sykes, sacó su propia conclusión basada en Count Your Blessings . Sin embargo, apareció a la mitad del proceso de grabación y se sorprendió por la música que habían escrito, y desde ese momento se involucró más en el proceso de grabación. Nordström también enseñó a la banda algunos niveles básicos de grabación y producción para que pudieran trabajar toda la noche. Al final del álbum, dijo que era "uno de los mejores CD que había hecho en años".
La portada del álbum presenta a una niña (Stephanie Byrd) sosteniendo sus intestinos. Sykes explica esto en una entrevista, afirmando: "La idea detrás de la portada es que la chica [en la portada] tiene los intestinos afuera y se trata básicamente de derramar tus entrañas y abrirte al mundo". 
Mientras estaban en Arboga, la banda causó controversia y encendió una fogata preparada sin encender en medio del bosque. Fueron puestos en el periódico local por destruir una celebración pagana.
El álbum presenta apariciones especiales del vocalista JJ Peters de Deez Nuts, Sam Carter de Architects y Luis Dubuc de The Secret Handshake .

## Composición

### Influencias, estilo y temas
Suicide Season parte del anterior sonido deathcore de Bring Me the Horizon . Posteriormente, se acreditó a la banda por adoptar un estilo más ecléctico y pasar a un sonido metalcore más "directo". En una entrevista con la revista Metal Hammer, Sykes afirma que este álbum es "100% diferente" de Count Your Blessings.  También dice: "Experimentamos mucho más, creo, más con otros estilos de música que todos disfrutamos, usando diferentes instrumentos y tecnología, trayendo muchas cosas digitales a la mesa. Cada pista es diferente". Debido a este cambio drástico en el sonido de Count Your Blessings, experimentaron un cambio masivo en la base de fans.
Sykes ha declarado que la banda estaba mejor enfocada cuando estaba en el estudio, lo que les facilitó experimentar con la composición de canciones y expandir su sonido: "Realmente no teníamos ninguna otra banda con la que queríamos sonar o cualquier otro estilo. Simplemente pensamos en intentar hacer algo diferente y ver qué sale. Y esto es lo que salió". 
El álbum de remezclas Suicide Season: Cut Up! El estilo tiene una gama de diferentes géneros. Oliver Sykes en una entrevista afirma que "no hay una canción allí que realmente suene como la original. Sin embargo, lo que es genial es la diversidad de cada canción. Hay dubstep, hip-hop, electro, Drum and bass." El estilo dubstep del disco ha sido reconocido en pistas de Tek-one y Skrillex, mientras que los elementos hip-hop se encuentran en el remix de Travis McCoy de "Chelsea Smile". La versión de Benjamin Weinman de "No Need for Introductions..." es considerablemente la más inusual con su incorporación de música industrial.

## Lista de canciones
| Suicide Season |                                                                                         |          |  |
| N.º            | Título                                                                                  | Duración |  |
| 1.             | «The Comedown»                                                                          | 4:10     |  |
| 2.             | «Chelsea Smile»                                                                         | 5:03     |  |
| 3.             | «It Was Written In Blood»                                                               | 4:03     |  |
| 4.             | «Death Breath»                                                                          | 4:21     |  |
| 5.             | «Football Season Is Over» (con J.J. Peters de Deez Nuts)                                | 1:56     |  |
| 6.             | «Sleep With One Eye Open»                                                               | 4:17     |  |
| 7.             | «Diamonds Aren't Forever»                                                               | 3:48     |  |
| 8.             | «The Sadness Will Never End» (con Sam Carter de Architects)                             | 5:23     |  |
| 9.             | «No Need for Introductions, I've Read About Girls Like You on the Back of Toilet Doors» | 1:00     |  |
| 10.            | «Suicide Season»                                                                        | 8:18     |  |
| 41:12          |                                                                                         |          |  |

| Suicide Season: Cut Up! | |          |  |
| N.º                     | Título                                                                                                 | Duración |  |
| 1.                      | «The Comedown» (Robotsonics)                                                                           | 5:17     |  |
| 2.                      | «Chelsea Smile» (KC Blitz)                                                                             | 4:12     |  |
| 3.                      | «It Was Written In Blood» (L'Amour La Morgue)                                                          | 4:47     |  |
| 4.                      | «Death Breath» (Toxic Avenger)                                                                         | 4:33     |  |
| 5.                      | «Football Season Is Over» (After the Night)                                                            | 3:46     |  |
| 6.                      | «Sleep With One Eye Open» (Tek One)                                                                    | 4:41     |  |
| 7.                      | «Diamonds Aren't Forever» (I Haunt Wizards)                                                            | 3:54     |  |
| 8.                      | «The Sadness Will Never End» (Skrillex)                                                                | 6:02     |  |
| 9.                      | «No Need for Introductions, I've Read About Girls Like You on the Backs of Toilet Doors» (Ben Weinman) | 2:45     |  |
| 10.                     | «Suicide Season» (The Secret Handshake)                                                                | 2:55     |  |
| 11.                     | «Football Season Is Over» (Utah Saints)                                                                | 5:02     |  |
| 12.                     | «Sleep With One Eye Open» (Shawn Crahan)                                                               | 5:54     |  |
| 13.                     | «Chelsea Smile» (Travis McCoy)                                                                         | 3:42     |  |
| 14.                     | «Suicide Season» (Outcry Collective)                                                                   | 5:02     |  |
| 62:55                   | |          |  |

| Edición de lujo (DVD) |                                              |          |  |
| N.º                   | Título                                       | Duración |  |
| 1.                    | «Live in Ciudad de México» (concierto)       |          |  |
| 2.                    | «Live in Siberia» (concierto)                |          |  |
| 3.                    | «The Comedown» (video musical)               |          |  |
| 4.                    | «Chelsea Smile» (video musical)              |          |  |
| 5.                    | «Diamonds Aren't Forever» (video musical)    |          |  |
| 6.                    | «The Sadness Will Never End» (video musical) |          |  |

## Posicionamiento en listas
| Lista (2008)                            | Mejor posición |
| --------------------------------------- | -------------- |
| Australia (ARIA)                        | 28             |
| Estados Unidos (Billboard 200)          | 107            |
| Estados Unidos (Independent Albums)     | 9              |
| Estados Unidos (Top Alternative Albums) | 18             |
| Estados Unidos (Top Catalog Albums)     | 17             |
| Estados Unidos (Top Hard Rock Albums)   | 17             |
| Estados Unidos (Top Heatseekers Albums) | 2              |
| Países Bajos (Album Top 100)            | 99             |
| Reino Unido (UK Albums Chart)           | 47             |
| Suecia (Sverigetopplistan)              | 27             |

## Créditos y personal
| Bring Me the Horizon - Oliver Sykes: voz, programación - Matt Kean: bajo - Matt Nicholls: batería - Curtis Ward: guitarra rítmica - Lee Malia: guitarra líder Artistas invitados - J.J. Peters: voz en "Football Season Is Over" - Sam Carter: voz en "The Sadness Will Never End" - The Secret Handshake: muestras en "Chelsea Smile" | Producción - Fredrik Nordström: productor, mezcla - Henrik Udd: productor, mezcla - Peter In De Betou: masterización en Tailormaid, Suecia - Tom Barnes: fotografía - Phill Mamula: fotografía - Luis Dubuc: sample |

Fuente: Allmusic

## Certificaciones
| País        | Organismo certificador | Certificación | Ventas certificadas | Ref.   |
| ----------- | ---------------------- | ------------- | ------------------- | ------ |
| Reino Unido | BPI                    | Plata         | 60 000              | [ 12 ] |